# Flora Murray
Flora Murray, M.D. Orde de l'Imperi Britànic (Murraythwaite, Escòcia, 8 de maig de 1869 – 28 de juliol de 1923) va ser una doctora en medicina britànica, membre de la "Unió Social i Política de la Dona".
Flora va néixer en Murraythwaite, Escòcia, filla de John Murray i Grace Harriet Graham. Va assistir a l'Escola de Medicina per a Dones a la ciutat de Londres i va finalitzar els seus estudis en la Univerisad de Durham. Va treballar alguns anys a Escòcia abans de tornar a Londres.
El 1905 Murray va ser oficial mèdica a l'hospital per a nens de Belgrave i després es va exercir com a anestesista a l'Hospital per a Dones de Chelsea.
Es va unir a la "Unió Social i Política de la Dona" el 1908, exercint els seus oficis mèdics entre els militants. Va ser oradora, va marxar en manifestacions i va realitzar proves de primers auxilis entre els sufragistes, acompanyada de Emmeline Pankhurst i altres vaguistes després de la seva sortida de presó.
El 1912 va fundar l'Hospital de Dones per a Nens, el 688 de Harrow Road, amb la doctora Louisa Garrett Anderson. Proveïa serveis de salut als nens d'escassos recursos de l'àrea i li va donar oportunitat a les doctores dones de guanyar experiència en pediatria.
Durant la Primera Guerra Mundial va servir a França amb el Cos Hospital de Dones. Al costat de la seva amiga i col·lega, la Doctora Louisa Garrett Anderson, va establir hospitals militars per a l'exèrcit francès a París i Wimereux. Els seus propòsits al principi van ser denegats per l'exèrcit britànic però eventualment se li va permetre continuar amb la seva labor.
Les seves restes jeuen a l'Església de la Santíssima Trinitat al costat dels del seu col·lega Louisa Garrett Anderson en Penn, Buckinghamshire.